# How Big, How Blue, How Beautiful Tour
How Big, How Blue, How Beautiful Tour fue una gira mundial de conciertos de la banda de indie-rock Florence and the Machine. Organizado en apoyo del álbum del grupo de 2015 How Big, How Blue, How Beautiful, la gira visitó estadios de 2015 a 2016. Comenzó en Escocia, terminando en Bélgica.

## Setlist de conciertos
Aunque no hubo un setlist oficial de conciertos podemos encontrar dos ejemplos en:
- Glastonbury Festival 2015 [1]

1. "What the Water Gave Me"
2. "Ship to Wreck"
3. Shake It Out"
4. "Rabbit Heart (Raise It Up)"
5. "Cosmic Love"
6. "Delilah"
7. "Sweet Nothing"
8. "Times Like These" (Foo Fighters cover)
9. "How Big, How Blue, How Beautiful"
10. "Queen of Peace"
11. "What Kind of Man"
12. "Drumming Song"
13. "Spectrum (Say My Name)"
14. "You've Got the Love"
15. "Dog Days Are Over"

- Abu Dhabi Grand Prix 2015

1. "What the Water Gave Me"
2. "Ship to Wreck"
3. "Rabbit Heart (Raise It Up)"
4. "Third Eye"
5. "Delilah"
6. "You've Got the Love"
7. "How Big, How Blue, How Beautiful"
8. "Shake It Out"
9. "Sweet Nothing"
10. "Queen of Peace"
11. "What Kind of Man"
12. "Spectrum (Say My Name)"
13. "Dog Days Are Over"

Encore
1. "Mother"
2. "Drumming Song"

## Etapas de la gira
| 9 de septiembre de 2015     | Belfast        | Irlanda                | The SSE Arena                                 | The Staves                       |
| 10 de septiembre de 2015    | Dublín         | Irlanda                | 3Arena                                        | The Staves                       |
| 12 de septiembre de 2015    | Sheffield      | Reino Unido            | Sheffield Arena                               | The Staves                       |
| 14 de septiembre de 2015    | Glasgow        | Reino Unido            | SSE Hydro                                     | The Staves                       |
| 15 de septiembre de 2015    | Newcastle      | Reino Unido            | Metro Radio Arena                             | The Staves                       |
| 17 de septiembre de 2015    | Nottingham     | Reino Unido            | Motorpoint Arena Nottingham                   | The Staves                       |
| 18 de septiembre de 2015    | Mánchester     | Reino Unido            | Manchester Arena                              | The Staves                       |
| 19 de septiembre de 2015    | Birmingham     | Reino Unido            | Genting Arena                                 | The Staves                       |
| 21 de septiembre de 2015    | Londres        | Reino Unido            | Alexandra Palace                              | The Staves                       |
| 22 de septiembre de 2015    | Londres        | Reino Unido            | Alexandra Palace                              | The Staves                       |
| 24 de septiembre de 2015    | Londres        | Reino Unido            | Alexandra Palace                              | The Staves                       |
| 25 de septiembre de 2015    | Londres        | Reino Unido            | Alexandra Palace                              | The Staves                       |
| 28 de septiembre de 2015    | Londres        | Reino Unido            | The Roundhouse                                |                                  |
| Etapa 2 – América del Norte |                |                        |                                               |                                  |
| 9 de octubre de 2015        | Nashville      | Estados Unidos         | Ascend Amphitheater                           |                                  |
| 11 de octubre de 2015       | Austin         | Estados Unidos         | Zilker Park                                   |                                  |
| 13 de octubre de 2015       | Phoenix        | Estados Unidos         | Ak-Chin Pavilion                              |                                  |
| 14 de octubre de 2015       | San Diego      | Estados Unidos         | Viejas Arena                                  |                                  |
| 16 de octubre de 2015       | Los Ángeles    | Estados Unidos         | Hollywood Bowl                                | The Ghost of a Saber Tooth Tiger |
| 17 de octubre de 2015       | Los Ángeles    | Estados Unidos         | Hollywood Bowl                                | The Ghost of a Saber Tooth Tiger |
| 20 de octubre de 2015       | Santa Barbara  | Estados Unidos         | Santa Barbara Bowl                            |                                  |
| 21 de octubre de 2015       | Berkeley       | Estados Unidos         | Greek Theatre                                 |                                  |
| 22 de octubre de 2015       | Berkeley       | Estados Unidos         | Greek Theatre                                 |                                  |
| 24 de octubre de 2015       | Portland       | Estados Unidos         | Veterans Memorial Coliseum                    |                                  |
| 25 de octubre de 2015       | Vancouver      | Canadá                 | Rogers Arena                                  |                                  |
| 27 de octubre de 2015       | Seattle        | Estados Unidos         | KeyArena                                      |                                  |
| 30 de octubre de 2015       | Nueva Orleans  | Estados Unidos         | City Park                                     |                                  |
| Etapa 3 – Oceanía           |                |                        |                                               |                                  |
| 7 de noviembre de 2015      | Perth          | Australia              | Perth Arena                                   | Jack Ladder and the Dreamlanders |
| 10 de noviembre de 2015     | Melbourne      | Australia              | Sidney Myer Music Bowl                        | Jack Ladder and the Dreamlanders |
| 11 de noviembre de 2015     | Melbourne      | Australia              | Sidney Myer Music Bowl                        | Jack Ladder and the Dreamlanders |
| 13 de noviembre de 2015     | Sídney         | Australia              | Sydney Opera House Forecourt                  | Jack Ladder and the Dreamlanders |
| 14 de noviembre de 2015     | Sídney         | Australia              | Sydney Opera House Forecourt                  | Jack Ladder and the Dreamlanders |
| 15 de noviembre de 2015     | Sídney         | Australia              | Sydney Opera House Forecourt                  | Jack Ladder and the Dreamlanders |
| 17 de noviembre de 2015     | Sídney         | Australia              | Sydney Opera House Forecourt                  | Jack Ladder and the Dreamlanders |
| 18 de noviembre de 2015     | Brisbane       | Australia              | Riverstage                                    | Jack Ladder and the Dreamlanders |
| 21 de noviembre de 2015     | Auckland       | Nueva Zelanda          | Vector Arena                                  | Jack Ladder and the Dreamlanders |
| Etapa 4 – Asia              |                |                        |                                               |                                  |
| 26 November 2015            | Abu Dhabi      | Emiratos Árabes Unidos | Yas Marina Circuit                            |                                  |
| Etapa 5 – Europa            |                |                        |                                               |                                  |
| 9 de diciembre de 2015      | Antwerp        | Bélgica                | Sportpaleis                                   |                                  |
| 10 de diciembre de 2015     | Ámsterdam      | Países Bajos           | Ziggo Dome                                    |                                  |
| 12 de diciembre de 2015     | Łódź           | Polonia                | Atlas Arena                                   |                                  |
| 13 de diciembre de 2015     | Berlín         | Alemania               | Velodrom                                      |                                  |
| 14 de diciembre de 2015     | Hamburg        | Alemania               | Barclaycard Arena                             |                                  |
| 16 de diciembre de 2015     | Múnich         | Alemania               | Olympiahalle                                  |                                  |
| 18 de diciembre de 2015     | Düsseldorf     | Alemania               | Mitsubishi Electric Halle                     |                                  |
| 19 de diciembre de 2015     | Zúrich         | Suecia                 | Hallenstadion                                 |                                  |
| 21 de diciembre de 2015     | Milán          | Italia                 | Mediolanum Forum                              |                                  |
| 22 de diciembre de 2015     | París          | Francia                | Zénith Paris                                  |                                  |
| Etapa 5 – América del Sur   |                |                        |                                               |                                  |
| 10 de marzo de 2016         | Bogotá         | Colombia               | Parque Deportivo 222                          |                                  |
| 12 de marzo de 2016         | São Paulo      | Brasil                 | Autódromo José Carlos Pace                    |                                  |
| 14 de marzo de 2016         | Río de Janeiro | Brasil                 | KM de Vantegens Hall                          |                                  |
| 18 de marzo de 2016         | Buenos Aires   | Argentina              | Hipódromo de San Isidro                       |                                  |
| 19 de marzo de 2016         | Santiago       | Chile                  | O'Higgins Park                                |                                  |
| Etapa 6 – Europa            |                |                        |                                               |                                  |
| 12 de abril de 2016         | Viena          | Austria                | Wiener Stadthalle                             |                                  |
| 13 de abril de 2016         | Bologna        | Italia                 | Unipol Arena                                  |                                  |
| 14 de abril de 2016         | Turin          | Italia                 | Pala Alpitour                                 |                                  |
| 16 de abril de 2016         | Barcelona      | España                 | Palau Sant Jordi                              |                                  |
| 17 de abril de 2016         | Madrid         | España                 | Palacio Vistalegre                            |                                  |
| 18 de abril de 2016         | Lisboa         | Portugal               | MEO Arena                                     |                                  |
| Etapa 7 – América del Norte |                |                        |                                               |                                  |
| 12 de mayo de 2016          | Miami          | Estados Unidos         | American Airlines Arena                       | Anderson Paak                    |
| 14 de mayo de 2016          | Orlando        | Estados Unidos         | Amway Center                                  | Anderson Paak                    |
| 15 de mayo de 2016          | Atlanta        | Estados Unidos         | Centennial Olympic Park                       |                                  |
| 17 de mayo de 2016          | The Woodlands  | Estados Unidos         | Cynthia Woods Mitchell Pavilion               | Grimes                           |
| 18 de mayo de 2016          | Dallas         | Estados Unidos         | American Airlines Center                      | Grimes                           |
| 19 de mayo de 2016          | Austin         | Estados Unidos         | Austin360 Amphitheater                        | Grimes                           |
| 22 de mayo de 2016          | Gulf Shores    | Estados Unidos         | East Beach Boulevard                          |                                  |
| 24 de mayo de 2016          | Bonner Springs | Estados Unidos         | Cricket Wireless Amphitheater                 | Grimes                           |
| 26 de mayo de 2016          | Denver         | Estados Unidos         | Pepsi Center                                  | Grimes                           |
| 28 de mayo de 2016          | Napa           | Estados Unidos         | Napa Valley Expo                              |                                  |
| 30 de mayo de 2016          | George         | Estados Unidos         | The Gorge Amphitheatre                        |                                  |
| 2 de junio de 2016          | Saint Paul     | Estados Unidos         | Xcel Energy Center                            | Of Monsters and Men              |
| 4 de junio de 2016          | Cuyahoga Falls | Estados Unidos         | Blossom Music Center                          | Of Monsters and Men              |
| 5 de junio de 2016          | Cincinnati     | Estados Unidos         | Sawyer Point & Yeatman's Cove                 | Grimes / Of Monsters and Men     |
| 7 de junio de 2016          | Mansfield      | Estados Unidos         | Xfinity Center                                | Of Monsters and Men              |
| 8 de junio de 2016          | Montreal       | Canadá                 | Bell Centre                                   | Of Monsters and Men              |
| 10 de junio de 2016         | Toronto        | Canadá                 | Budweiser Stage                               | Of Monsters and Men              |
| 11 de junio de 2016         | Clarkston      | Estados Unidos         | DTE Energy Music Theatre                      | Of Monsters and Men              |
| 12 de junio de 2016         | Tinley Park    | Estados Unidos         | Hollywood Casino Amphitheatre                 | Of Monsters and Men              |
| 14 de junio de 2016         | Brooklyn       | Estados Unidos         | Barclays Center                               | Grimes                           |
| 15 de junio de 2016         | Brooklyn       | Estados Unidos         | Barclays Center                               | Grimes                           |
| 17 de junio de 2016         | Camden         | Estados Unidos         | BB&T Pavilion                                 |                                  |
| 18 de junio de 2016         | Dover          | Estados Unidos         | The Woodlands of Dover International Speedway |                                  |
| Etapa 8 – Europa            |                |                        |                                               |                                  |
| 21 de junio de 2016         | Zagreb         | Croacia                | Lake Jarun                                    |                                  |
| 29 de junio de 2016         | Gdynia         | Polonia                | Babie Doły Military Airport                   |                                  |
| 2 de julio de 2016          | Londres        | Reino Unido            | Hyde Park                                     |                                  |
| 3 de julio de 2016          | Werchter       | Bélgica                | Werchter Festival Grounds                     |                                  |